# Bill Tuiloma
Bill Tuiloma (27 februari 1995) is een Nieuw-Zeelands voetballer die op diverse posities kan spelen. Hij tekende in 2013 bij Olympique Marseille.

## Clubcarrière
Tuiloma maakte in 2013 de overstap van Los Angeles Galaxy naar Olympique Marseille. Daarvoor speelde hij bij diverse teams in Nieuw-Zeeland. Hij debuteerde op 7 februari 2015 in de Ligue 1, uit tegen Stade Rennais. Hij mocht vier minuten voor het affluiten invallen voor Lucas Ocampos. De wedstrijd eindigde in 1–1. Eén week later mocht Tuiloma opnieuw invallen, ditmaal thuis tegen Stade Reims. Hij viel na 77 minuten in voor Florian Thauvin en zag Marseille de zege uit handen geven na een doelpunt vlak voor tijd van David N'Gog.
Olympique Marseille verhuurde Tuiloma in augustus 2015 voor een jaar aan RC Strasbourg, op dat moment actief in de Championnat National.

## Interlandcarrière
Tuiloma debuteerde op 16 oktober 2013 voor Nieuw-Zeeland, in de vriendschappelijke interland tegen Trinidad en Tobago. Hij viel na de rust in voor Leo Bertos. Het duel eindigde in 0–0. Tuiloma nam in juni 2017 met Nieuw-Zeeland deel aan de FIFA Confederations Cup in Rusland, waar in de groepsfase driemaal werd verloren.